# Retevirgula aggregata
Retevirgula aggregata är en mossdjursart som beskrevs av Gordon 1984. Retevirgula aggregata ingår i släktet Retevirgula och familjen Calloporidae. Inga underarter finns listade i Catalogue of Life.